# Le Monde de demain (série télévisée)
Pour les articles homonymes, voir Le Monde de demain.
Le Monde de demain est une mini-série biographique française en 6 épisodes de 52 minutes, créée par Katell Quillévéré, Hélier Cisterne et David Elkaïm et diffusée depuis le 20 octobre 2022 sur Arte. Le titre de la série reprend celui du premier single Le Monde de demain du groupe de rap Suprême NTM sorti le 9 octobre 1990.
La série revient sur les prémices du hip-hop en France avec en trame principale les premiers pas du groupe de rap Suprême NTM et du DJ Dee Nasty, jusqu'à la sortie du maxi Le Monde de demain.

## Synopsis
1983. Daniel (futur Dee Nasty) est de retour de San Francisco, très marqué par la naissante culture hip-hop qu'il a vue là-bas. Il tente alors de se faire engager comme DJ sur Radio Carbone 14. À Saint-Denis, le jeune Didier Morville vit avec son père dans la cité Allende. Il y croise parfois Bruno Lopes, annoncé comme une future star du football. Ils vont se retrouver autour de la danse, du graffiti et puis du rap.

## Distribution

### Acteurs principaux
- Anthony Bajon : Bruno Lopes dit Kool Shen
- Melvin Boomer : Didier Morville dit JoeyStarr
- Andranic Manet : Daniel Bigeault dit Dee Nasty
- Laïka Blanc-Francard : Virginie Sullé, dite Vivi ou LadyV
- Léo Chalié : Béatrice

### Acteurs récurrents
- Victor Bonnel : Franck Loyer dit DJ S
- Saïd Ghanem : Lionel D
- Joshua Raccah : Chino
- Daouda Keita : Solo
- Nolan Masraf : Yazid
- Arthur Choisnet : Colt
- Tobias Nuytten-vialle : Rockin' Squat
- Léo Grimard Hamel : Bando
- Elga Gnaly : Patou (Patricia Sullé), la mère de Lady V
- Jonas Bachan : Franck Chevalier
- Izm : Jean, le père de JoeyStarr
- Emmanuelle Hiron : Christiane Lopes, la mère de Kool Shen
- Yannick Choirat : Joseph Lopes, le père de Kool Shen
- Junior Yudat : Reak
- Paul Beaurepaire : Sébastien Farran
- Thomas Scimeca : Jean-François Bizot
- Bamar Kane : Webo

### Invités
- Thomas VDB : Jacques Massadian, le gérant du Globo (1 épisode)
- Victoire Du Bois : Nina Hagen (1 épisode)
- Raphaël Quenard : Philippe Puydauby (1 épisode)

## Épisodes
La série comporte six épisodes.
1. Trocadéro
2. Grange-aux-Belles
3. La Chapelle
4. Globo
5. Nova
6. Saint-Denis sur Seine

## Production et tournage
Lors du tournage de Réparer les Vivants (sorti en 2016), Katell Quillévéré et Hélier Cisterne se sont liés d’amitié avec Kool Shen et lui ont parlé du projet. Celui-ci leur a fait rencontrer Joey Starr. Pour les auteurs de la série, l'intérêt d'un groupe comme Suprême NTM est qu'« ils ont d’abord eu ce parcours très long de découverte progressive du mouvement hip-hop, bien avant d’exploser en tant que groupe de rap. Tout au cours des années 80, ils ont été danseurs, puis grapheurs, avant de rapper. Les suivre est donc déjà une histoire du hip-hop qui se raconte presque seule. »
L'écriture de la série s'appuient sur les témoignages recueillis dans des ouvrages d'histoire musicale du hip hop français. Les travaux préparatoires les amènent à découvrir Dee Nasty : « N’ayant pas vécu cette époque, on connaissait son nom mais pas le détail de l’importance inouïe qu’il a eue dans l’histoire du mouvement. [...] Hyper romanesque, touchant, une sorte de loser magnifique porté par une espèce d’utopie qui a ouvert des portes incroyables dans le hip-hop. »
Les auteurs ont également souhaité mettre en avant des personnages féminins : LadyV, danseuse et grapheuse (qui a été la compagne de Kool Shen) ; Patou, mère de LadyV, qui permet au groupe de signer son premier contrat chez Epic Records ; Béatrice, petite amie de Dee Nasty, qui aide celui-ci à organiser ses premiers concerts.
Le tournage débute en Île-de-France le 3 février 2021 et s'achève en mai 2021. Plusieurs protagonistes de l'histoire sont intervenus pendant le tournage : Joey Starr pour suggérer des répliques aux acteurs, corriger des choix de costumes, ou préciser la manière dont il consommait de l'héroïne ; Dee Nasty, en réécrivant certaines scènes ou par exemple sur le choix d'une chemise pour son personnage ; Solo, pour donner des indications à son interprète sur la façon de danser sur scène.
Excepté Anthony Bajon (Kool Shen) et Andranic Manet (Dee Nasty), la plupart des acteurs et actrices de la série font leurs débuts à l'écran avec cette série.
La réalisation a utilisé une caméra légère, à l’épaule « pour être au service de l’énergie de cette jeunesse, de cette discipline, mais aussi de cette époque ». Inspirée par les premiers films de Ken Loach, elle utilise souvent le plan large, car il « place les personnages dans le décor, donc dans la société. »
Le grapheur Bando a autorisé la reproduction de certains de ses graffitis pour le tournage, mais pas Mode 2 (à l’origine des pochettes des premiers albums de NTM).
Il s'agit de la co-production la plus chère jamais produite par Arte.

## Distinctions
- 2022 au Festival Séries Mania : grand prix de la compétition internationale[8]
- Prix du Syndicat de la critique 2022 : meilleure série française[9],[10]